# Zilhad Ključanin
Zilhad Ključanin (5. března 1960 Trnova, okres Sanski Most, Jugoslávie – 6. června 2016 Sarajevo, Bosna a Hercegovina) byl bosenskohercegovský básník, prozaik a dramatik bosňáckého původu.

## Biografie
Absolvoval studium filozofie a sociologie na Filozofické fakultě Univerzity v Sarajevu. Magisterský titul získal na filozofické fakultě v Záhřebu, doktorát na filozofické fakultě v Sarajevu. Jeho dizertace nesla název Zbožná bosňácká poezie 20. století (Pobožna bošnjačka poezija XX. vijeka).
Mezi lety 1991 a 1997 vedl malé nakladatelství Biblioteka Ključanin (Knihovna Ključanin), která vydávalo díla podporující národní emancipaci muslimského/bosňáckého obyvatelstva Bosny a Hercegoviny. Během válečného konfliktu v Bosně a Hercegovině (1992–1995) byl ostrým kritikem srbského nacionalismu a řadil se k nejhlasitějším zastáncům nesmlouvavé politiky Bosňáků vůči svým sousedům.
Velký ohlas si získal jeho román Šehid (Mučedník, 1998), pojednávající o utrpení bosňáckého obyvatelstva za války v autorově rodném kraji. Dílo bylo později i zdramatizováno.
Roku 2015 se stal šéfredaktorem časopisu Život, který vydává Spolek spisovatelů Bosny a Hercegoviny. Než se však pustil do redakční práce, těžce onemocněl a nečekaně zesnul.

## Dílo
- Sehara (Truhlice, Sarajevo 1985), básnická sbírka
- Mlade pjesme (Mladé básně, Sarajevo 1987), básnická sbírka
- San urednog čovjeka (Spánek spořádaného člověka, Sarajevo 1989), básnická sbírka
- Prva stoljeća islama (První století islámu, Sarajevo 1994), studie
- Da, ja prezirem Srbe (Ano, opovrhuji Srby, Sarajevo 1994), výbor článků z časopisu Ljiljan
- Pjesme nevinosti (Básně nevinnosti, Sarajevo 1994), výbor básní
- Šehid (Mučedník, Sarajevo 1998, Wuppertal–Tuzla 1999), román
- Zločin je zaboraviti zločin! Sanski Most u ratu 1992.–1995. (Zločin je zapomenout zločin!: Sanski Most ve válce 1992–1995, ed. Zilhad Ključanin a Hazim Akmadžić, Sarajevo 1994), edice textů
- Da, ja prezirem srbe (Ano, opovrhuji sebou, Sarajevo 1994), krátká próza
- Šehid (Mučedník, Tešanj 1999), divadelní hra
- Nikad nisam bio u Bosni: 1990.–2000. (Nikdy jsem nebyl v Bosně: 1990–2000, Sarajevo 1994), básnická sbírka
- Kad puknu pupoljci (Rozkvetlá poupata, Wuppertal 2000), básnická sbírka
- Čuješ li što niko ne čuje (Slyšíš, co nikdo jiný neslyší, Sarajevo 2001), rozhlasová hra/novela
- Četiri zlatne ptice (Čtyři zlatí ptáčci, Zenica 2002, Tuzla 2005), sbírka povídek
- Koliko je srce u mrava: pripovijest za dobronamjerne i dobrodušne (Jak velké srdce má mravenec: vyprávění pro laskavé a dobrosrdečné, Zenica 2003), román
- Lice svjetlosti: pobožni i sinkretizirani elementi u bošnjačkoj poeziji XX vijeka (Tvář světla: zbožné a synkretické prvky v bosňácké poezii 20. století, Sarajevo 2004), odborná studie
- Vodeni zagrljaj (Vodní objetí, Tuzla 2005), román
- Šehid/Pjesme nevinosti i iskustva (Mučedník/Básně nevinnosti a zkušenosti, součást edice Bošnjačka književnost u 100 knjiga, Sarajevo 2006), výbor z tvorby
- Sarajevska Hagada i druge priče (Sarajevská Hagada a jiné příběhy, Sarajevo 2006), sbírka povídek
- Ti si moja p. (Ty jsi moje p., Sarajevo 2007), sbírka erotických povídek
- Muholovac (Lovec much, Sarajevo 2008), divadelní hra
- Švedsko srce moje majke (Švédské srdce mojí mámy, Zenica–Tuzla 2009), román
- Male priče od životne važnosti (Stručná, ale životně důležitá vyprávění, Sarajevo 2009), sbírka povídek
- Godina dana poezije (Jeden rok pozie, Zenica–Tuzla 2009), výbor poezie
- Smrt ima dijamantnu pesnicu i udara me njom u potiljak (Smrt má diamantovou pěst a bije mě s ní do zátylku, Sarajevo 2010), básnická sbírka
- Vikendica (Chata, Sarajevo 2010), básnická sbírka
- Dom aurore borealis (Sarajevo 2010), román
- Švedsko srce moje majke (Švédské srdce mojí mámy, Sarajevo 2010), divadelní hra
- Krtice (Krtci, Sarajevo 2011), divadelní hra
- Galebovi (Racci, Sarajevo 2011), román
- Čarobnjak vode (Vodní čaroděj, Sarajevo–Zagreb 2012), román
- Spas (Záchrana, Sarajevo 2012), román
- Kultur Schock (Sarajevo 2013), básnická sbírka
- Lažne trudnice (Falešné těhotné ženy, Sarajevo–Zagreb 2014), básnická sbírka
- Šeherezadina djeca (Šeherezádiny děti, Sarajevo 2014), román
- Ne dolaziš više (Už ke mně nechodíš, Sarajevo 2015), román
- Ključ (Klíč, Zagreb 2016), básnická sbírka